# Ladyhawke og lommetyven
Ladyhawke og lommetyven er en eventyrfilm fra 1985, instrueret af Richard Donner.

## Medvirkende
- Matthew Broderick som Phillipe Gaston, Musen
- Rutger Hauer som Etienne Navarre
- Michelle Pfeiffer som Isabeau d'Anjou
- Leo McKern som Munken
- John Wood som Biskoppen
- Ken Hutchison som Marquet
- Alfred Molina som Cezar
- Giancarlo Prete som Fornac
- Loris Loddi som Jehan
- Alessandro Serra som Hr. Pitou